# Wally Lamb
Pour les articles homonymes, voir Lamb.
Œuvres principales
- La Puissance des vaincus

Wally Lamb, né le 17 octobre 1950 à Norwich dans le Connecticut, est un écrivain américain. Professeur d'écriture créative à l'université du Connecticut jusqu'en 1999, il s'est imposé sur la scène littéraire internationale avec Le Chant de Dolorès, La Puissance des vaincus et Le Chagrin et la Grâce, tous présents sur les listes de best-sellers du New York Times et traduits dans plus de vingt pays.

## Biographie
Wally Lamb est né dans une famille de la classe ouvrière à Norwich, dans le Connecticut. Three Rivers, la ville fictive qui sert de cadre à plusieurs de ses romans, s'inspire de Norwich et des villes voisines de New London, Willimantic, dans le Connecticut, ainsi que de Westerley, dans le Rhode Island. Enfant, Lamb aimait le dessin, et les bandes dessinées qu'il créait alors lui donnèrent, selon son expression, « une longueur d'avance » pour les descriptions et les dialogues familiers qui caractérisent ses romans.
Il attribue sa facilité à adopter des voix narratives féminines aussi bien que masculines au fait qu'il a grandi au milieu de ses sœurs plus âgées, dans un environnement largement féminin.
Après le lycée, Lamb a étudié à l'université du Connecticut pendant la période d'agitation pacifiste, de manifestations pour les droits civiques et de grèves étudiantes du début des années 1970.
Il commence à écrire en 1981, l'année où il devient également père. Ses premières publications sont des nouvelles publiées dans le Northeast, un magazine littéraire hebdomadaire. Son premier roman, Le Chant de Dolorès paraît en 1992.

## Influences
Wally Lamb se déclare influencé par des maîtres du roman et de la nouvelle, comme John Updike, Flannery O'Connor, F. Scott Fitzgerald, Willa Cather, Edith Wharton, Raymond Carver ou encore Andre Dubus.

## Vie personnelle
Wally Lamb vit toujours dans le Connecticut avec sa femme et ses trois enfants. Il est enseignant.

## Œuvres

### Romans
- Le Chant de Dolorès, Belfond, 1999 ((en) She’s Come Undone, 1992)
- La Puissance des vaincus, Belfond, 2000 ((en) I Know This Much Is True, 1998)
- Le Chagrin et la Grâce, Belfond, 2010 ((en) The Hour I First Believed, 2008)
- Nous sommes l’eau, Belfond, 2014 ((en) We Are Water, 2013), trad. Laurence Videloup
- Felix Funicello et le Miracle des nichons, Belfond, 2016 ((en) Wishin' and Hopin': A Christmas Story, 2009), trad. Catherine Gibert
- (en) I'll Take You There, 2016

### Essais
- (en) Couldn't Keep It To Myself: Testimonies from Our Imprisoned Sisters, 2003
- (en) I'll Fly Away: Further Testimonies from the Women of York Prison, 2007